# Joey Batey
Joey Batey (ur. w Newcastle upon Tyne) – brytyjski aktor i muzyk irlandzkiego pochodzenia. Najbardziej znany z roli Jaskra, z serialu Wiedźmin, gdzie zaśpiewał "Grosza daj wiedźminowi".

## Kariera
Studiował na Uniwersytecie w Cambridge. Ukończył paryską L'École Internationale de Théâtre Jacques Lecoq. Jest aktorem teatralnym i filmowym.
W folkowej kapeli The Amazing Devil śpiewa, a także gra na gitarze, lutni i pianinie.
W 2013 wystąpił w brytyjskim thrillerze Morderstwo w wojennym Londynie w reżyserii Geoffreya Saxa. W 2014 w Klubie dla wybrańców w reżyserii Lone Scherfig. W 2017 Paul McGuigan obsadził go w roli Eddiego w filmie  Gwiazdy nie umierają w Liverpoolu. Batey występował również w brytyjskich serialach telewizyjnych: Cormoran Strike (2017), Czas śmierci (2017), Templariusze (2017) oraz w nakręconym na podstawie prozy Andrzeja Sapkowskiego Wiedźminie (2019), gdzie zagrał barda Jaskra.

## Filmografia

### Filmy
| Rok  | Tytuł                             | Rola               | Uwagi         |
| ---- | --------------------------------- | ------------------ | ------------- |
| 2014 | Klub dla wybrańców                | Chętny facet       |               |
| 2016 | Bloody Cakes                      | Colin Montcrawknox | niewydany     |
| 2017 | Gwiazdy nie umierają w Liverpoolu | Eddie              | niewymieniony |

### Seriale
| Rok            | Tytuł                                      | Rola               | Uwagi       |
| -------------- | ------------------------------------------ | ------------------ | ----------- |
| 2013           | Biała królowa                              | Edward z Lancaster | 2 odcinki   |
| 2013           | Morderca z Whitechapel                     | Gavin Redman       | 2 odcinki   |
| 2017           | Czas śmierci                               | Shelley            | 2 odcinki   |
| 2017           | Cormoran Strike                            | Al Rokeby          | 2 odcinki   |
| 2017 - 2018    | Templariusze                               | Pierre             | 5 odcinków  |
| 2018           | Shakespeare i Hathaway: Prywatni detektywi | Callum Ballimore   | 1 odcinek   |
| 2019           | Wojna światów                              | Henderson          | 1 odcinek   |
| 2019 - obecnie | Wiedźmin                                   | Jaskier            | Główna rola |
| 2022           | Wiedźmin: Rodowód krwi                     | Jaskier            | 2 odcinki   |
| 2022           | Billy the Kid                              | Patrick McCarty    | 1 odcinek   |